# O Mercador de Veneza

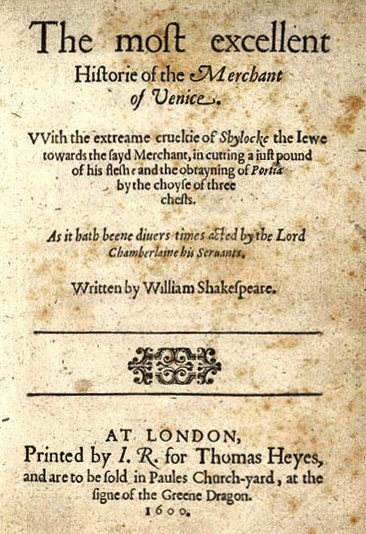
Frontispício do primeiro quarto (1600).

The Merchant of Venice (publicada em português como O Mercador de Veneza) é uma peça teatral do autor inglês William Shakespeare, uma comédia trágica que teria sido escrita entre 1596 e 1598. Embora seja classificada como uma comédia no Primeiro Folio, e tenha algumas características em comum com as outras comédias românticas do autor, a peça talvez seja mais lembrada por suas cenas dramáticas, e pelo personagem de Shylock e sua célebre fala, "Hath not a Jew eyes?" ("Não tem um judeu olhos?").
O personagem-título é o mercador  Antônio, e não o agiota judeu Shylock, personagem mais importante e célebre da obra, de acordo com o frontispício do Primeiro Quarto: The moſt excellent Hiſtorie of the Merchant of Venice. With the extreame crueltie of Shylocke the Iewe towards the ſayd Merchant, in cutting a iuſt pound of his fleſh: and the obtayning of Portia by the choyſe of three cheſts ("A excelentíssima História do Mercador de Veneza. Com a extrema crueldade de Shylocke o Judeu contra o dito Mercador, ao cortar uma mera libra de sua carne; e a obtenção de Portia pela escolha de três baús" [arcaísmos de ortografia como no texto original]).

## Personagens
- Antônio (Antonio) - um mercador de Veneza
- Bassânio (Bassanio) – amigo de Antônio, apaixonado por Pórcia e seu pretendente
- Graciano (Gratiano), Solânio (Solanio), Salarino, Salério (Salerio) – amigos de Antônio e Bassânio
- Lourenço (Lorenzo) – amigo de Antônio e Bassânio, apaixonado por Jéssica
- Pórcia (Portia) – uma rica herdeira
- Nerissa – criada de Pórcia
- Baltasar (Balthazar) – disfarce de Pórcia como advogado
- Estéfano (Stephano) – disfarce de Nerissa como aprendiz de Baltasar
- Shylock, um judeu rico e agiota, pai de Jéssica
- Tubal – um judeu, amigo de Shylock
- Jéssica (Jessica) – filha de Shylock, apaixonada por Lourenço
- Lancelot Gobbo – um tolo, empregado de Shylock
- Velho Gobbo (Old Gobbo) – pai de Lancelot
- Leonardo - criado de Bassânio
- Duque [Doge] de Veneza (Duke of Venice) - autoridade veneziana que preside o caso judicial de Shylock
- Príncipe do Marrocos (Prince of Morocco) – pretendente de Pórcia
- Príncipe de Aragão (Prince of Arragon) – pretendente de Pórcia
- Magníficos de Veneza, oficiais da Corte de Justiça, o Carceireiro, criados de Pórcia e outros empregados

## Sinopse
No século XIV a cidade de Veneza, na Itália, era uma das mais ricas do mundo. Entre os mais ricos de seus comerciantes estava Antônio, uma pessoa boa e generosa. Bassânio, um jovem veneziano, de origem nobre mas que gastou todo o seu patrimônio, deseja viajar para Belmonte, onde pretende cortejar  Pórcia, a bela e rica herdeira. Bassânio contacta seu amigo, Antônio, que havia sido seu fiador por diversas vezes, para pedir-lhe um empréstimo de três mil ducados, necessários para pagar os custos da viagem durante três meses. Antônio concorda, porém está com pouco dinheiro; seus navios e suas mercadorias estão no mar, e ele promete ser o fiador se Bassânio conseguir um empréstimo, e este procura o financista judeu Shylock.
Shylock odeia Antônio por seu antissemitismo, demonstrado certa vez em que ele insultou e cuspiu no judeu. Além disso, Antônio faz empréstimos sem juros, o que atrapalha os negócios de Shylock. Este propõe então uma condição para o empréstimo: se Antônio não conseguir pagá-lo na data especificada, ele receberá uma libra da carne de Antônio. Bassânio não quer que Antônio aceite uma condição tão arriscada, porém Antônio se surpreende com o que ele vê como 'generosidade' do agiota (já que ele não pede juros), e assina o contrato. Com o dinheiro em mãos, Bassânio parte para Belmonte com seu amigo, Graciano, que pediu para acompanhá-lo. Graciano é um jovem gentil, porém impertinente, extremamente falante e com grande falta de tato. Bassânio pede a seu amigo que tente se controlar, e os dois partem para Belmonte e Pórcia.
Enquanto isso em Belmonte, Pórcia está sendo visitada por diversos pretendentes. Seu pai lhe deixou um testamento estipulando que cada um dos seus pretendentes deve escolher corretamente um de três cofres - um de ouro, outro de prata e outro de chumbo, cada um com uma inscrição. Se escolher o correto, ele conquistará Pórcia; caso contrário, deverá ir embora e nunca mais incomodá-la, ou qualquer outra mulher, com uma proposta de casamento. O primeiro pretendente, o Príncipe do Marrocos, obcecado com luxo e dinheiro, escolhe o cofre de ouro: ao ver o de chumbo, cujo texto diz "Aquele que me escolher deve dar e apostar tudo o que tem", o príncipe afirma não desejar arriscar tudo por este metal; o de prata, que diz "Aquele que me escolher ganhará aquilo que merece", o que lhe soa como um convite à tortura; por sua vez o de ouro, que diz "Aquele que me escolher ganhará o que muitos homens desejam", soa a ele como a indicação de que quem escolhê-lo conquistará Pórcia. Dentro do cofre, no entanto, estão apenas umas poucas moedas de ouro e uma caveira, com um pergaminho onde está escrito versos célebres, All that glisters is not gold (Nem tudo que reluz é ouro) / Often have you heard that told / Many a man his life hath sold / But my outside to behold / Gilded tombs do worms enfold / Had you been as wise as bold, / Young in limbs, in judgment old / Your answer had not been inscroll'd: / Fare you well; your suit is cold.
O segundo pretendente é o arrogante Príncipe de Aragão, que decide não escolher o chumbo, por ser muito ordinário, nem o ouro, porque então ele irá conquistar aquilo que é desejado por muitos homens, e ele quer se distinguir das multidões bárbaras. Ele decide então escolher a prata, pois o cofre prateado, que lhe promete dar aquilo que ele merece, deve reservar-lhe algo grande - uma vez que ele se imagina, de maneira egoísta, como sendo uma grande pessoa. Dentro do cofre, no entanto, está a imagem da cabeça de um bobo da corte sobre um bastão, com o comentário: "What's here? the portrait of a blinking idiot… / Did I deserve no more than a fool's head?" ("O que está aqui? o retrato de um idiota que pisca... / não merecia eu nada mais que a cabeça de um tolo?") O pergaminho então segue: "Some there be that shadows kiss; / Such have but a shadow's bliss: / …Take what wife you will to bed, / I will ever be your head" — significando que ele havia sido tolo para imaginar que um homem pomposo como ele poderia ser um marido apropriado para Pórcia, e que ele sempre havia sido e seria um tolo, e o fato dele ter escolhido o cofre de prata é uma mera prova disto.
O último pretendente é Bassânio, que escolhe o cofre de chumbo; enquanto ele pondera sua escolha, membros do domicílio de Pórcia entoam uma canção que afirma que a "fantasia" (e não o amor sincero) é "engendrada nos olhos, / e alimentada com o olhar." ("engend'red in the eyes, / With gazing fed.") Aparentemente em resposta a esta pequena peça filosófica, Bassânio então comenta, ao fazer a escolha correta: "So may the outward shows be least themselves. / The world is still deceived with ornament."  And at the end of the same speech, just before choosing the least valuable, and least showy metal, Bassanio says, "Thy paleness moves me more than eloquence; / And here choose I; joy be the consequence!"
Em Veneza, chega a notícia de que os navios de Antônio se perderam em alto-mar, o que lhe impossibilita a pagar a fiança (em linguagem financeira, insolvente). Shylock fica então ainda mais determinado a conquistar sua vingança sobre um cristão depois que sua filha, Jéssica, abandona o seu lar e se converte ao cristianismo para se casar com Lourenço, levando com ela uma grande quantidade do dinheiro de Shylock e um anel de turquiesa, presente que Shylock havia ganho de sua falecida esposa, Léa (Leah). Shylock consegue que Antônio seja preso e levado ao tribunal.
Em Belmonte, Pórcia e Bassânio acabaram de se casar, juntamente com Graciano e a criada de Pórcia, Nerissa. Bassânio recebe então uma carta que lhe conta sobre o ocorrido com Antônio; em choque, ambos partem para Veneza imediatamente, com dinheiro emprestado por Pórcia, para pagar Shylock e salvar a vida de Antônio. Sem que Bassânio e Graciano saibam, Pórcia faz com que seu criado, Baltasar, peça a ajuda do seu primo, Belário, um advogado de Pádua.
O auge da peça ocorre no tribunal do Duque de Veneza. Shylock recusa a oferta de 6.000 ducados feita por Bassânio, o dobro do que havia sido emprestado originalmente, e exige sua libra de carne de Antônio. O Duque, querendo salvar Antônio porém evitando abrir o perigoso precedente legal de invalidar um contrato, entrega o caso a um visitante que se apresenta como Baltasar, um jovem "doutor em direito", que traz uma carta de recomendação para o Duque do célebre advogado Belário. O "doutor", na verdade, é Pórcia disfarçada, e o seu "ajudante" é Nerissa, também disfarçada. Pórcia, no papel de Baltasar, pede a Shylock que tenha misericórdia numa célebre fala ("The quality of mercy is not strain'd,
It droppeth as the gentle rain from heaven Upon the place beneath. It is twice blest: It blesseth him that gives and him that takes."—IV,i,185, pedindo pelo perdão da dívida), porém Shylock recusa. O tribunal, então, se vê obrigado a permitir a Shylock que pegue sua libra de carne. Shylock manda Antônio "se preparar"; no mesmo instante, no entanto, Pórcia aponta uma falha no contrato; os seus termos permitem que Shylock remova apenas a carne, e não o sangue de Antônio, de modo que se Shylock derramar uma gota sequer do sangue de Antônio, suas "terras e bens" seriam confiscados, de acordo com as leis de Veneza.
Derrotado, Shylock admite aceitar a oferta de dinheiro feita por Bassânio, porém Pórcia argumenta que ele não teria mais direito a ela, por tê-la recusado. Cita então uma lei segundo a qual Shylock, na qualidade de judeu e, portanto, "estrangeiro", tinha aberto mão de sua propriedade ao tentar tirar a vida de um cidadão da cidade, e deve legar metade do que tem ao governo e metade a Antônio, com sua vida à mercê do Duque. O Duque imediatamente poupa sua vida, e Antônio pede por sua parte "em uso", isto é, mantendo uma parte em poupança enquanto utiliza apenas os rendimentos, até a morte de Shylock, quando a quantia deve ser dada a Lourenço e Jessica. A pedido de Antônio, o Duque abre mão da metade destinada ao Estado, porém em troca Shylock é obrigado a se converter ao cristianismo e fazer um testamento legando toda sua propriedade à sua filha e seu marido. (IV,i).
Bassânio não reconhece sua esposa disfarçada, porém oferece um presente ao suposto advogado. Pórcia, ainda sob disfarce, primeiro recusa o presente, porém após alguma insistência, ela pede o seu anel e as luvas de Antônio. Este dá as luvas sem qualquer hesitação, porém Bassânio só se desfaz de seu anel após muita insistência de Antônio, já que ele havia prometido a sua esposa jamais perdê-lo, vendê-lo ou dá-lo. Nerissa, ainda como ajudante do advogado, também consegue obter o anel que havia dado a Graciano em circunstâncias semelhantes, sem que este perceba o que está acontecendo. Em Belmonte, Pórcia e Nerissa provocam e fingem revolta com seus maridos antes de revelarem a eles que eram, na realidade, o advogado e o ajudante (V). Depois de todos os personagens fazerem as pazes, Antônio ouve de Pórcia a notícia de que três de seus navios não se perderam, e acabaram chegando com segurança ao porto.

## Data e texto
Acredita-se que O Mercador de Veneza tenha sido escrito entre 1596 e 1598. A peça foi mencionada por Francis Meres em 1598, portanto já devia ter ser sido apresentada algumas vezes naquela data, e o frontispício da primeira edição, de 1600, afirma que teria sido encenada "diversas vezes" até então. A referênca de Salarino a seu navio, o "Andrew" (I,i,27), é tida como uma alusão ao navio espanhol St. Andrew, capturado pelos ingleses em Cádis, no ano de 1596. Uma data entre 1596 e 97 é considerada consistente com o estilo da peça.
A obra foi inserida no  Registro  da  Companhia dos Livreiros - procedimento usado na época para se obter os direitos autorais de uma peça nova -  por James Roberts, em 22 de julho de 1598, sob o título de The Merchant of Venice, otherwise called The Jew of Venice. Em 28 de outubro de 1600, Roberts transferiu os direitos da peça para o livreiro Thomas Hayes; este publicou o primeiro quarto antes do fim do ano. Foi impresso novamente numa edição pirata de 1619, como parte do chamado Falso Folio, de William Jaggard (Thomas Hayes e seu filho e herdeiro, Laurence Hayes, posteriormente receberam a confirmação de seus direitos à peça, em 8 de julho de 1619). A edição de 1600 geralmente é tida como precisa e confiável, sendo a base do texto publicado no Primeiro Folio de 1623, que acrescenta diversas instruções de palco, especialmente relacionadas à música.

## Performances
A primeira performance da peça cuja existência foi registrada se deu na corte do rei Jaime I da Inglaterra, na primavera de 1605, seguida por uma segunda performance alguns dias depois; não se tem, no entanto, qualquer outro registro de encenações dela no século XVII. Em 1701, George Granville encenou uma adaptação bem sucedida, chamada de O Judeu de Veneza, com Thomas Betterton no papel de Bassânio. Esta versão (que continha uma mascarada) era popular, e foi encenada pelos quarenta anos seguintes. Granville cortou as cenas dos Gobbos, para se adequar ao decoro neoclássico, e acrescentou uma cena com Shylock e Antônio na cadeia, além de ampliar a cena do brinde durante o banquete. Thomas Doggett interpretou Shylock de maneira cômica, talvez até mesmo se assemelhando a uma farsa. Nicholas Rowe manifestou suas dúvidas sobre esta interpretação ter sido realizada antes de 1709; o sucesso de Doggett no papel fez com que produções posteriores adotasem o palhaço das trupes para interpretar Shylock.
Em 1741 Charles Macklin retornou ao texto original numa produção bem-sucedida do Teatro Real de Drury Lane, abrindo caminho para a versão de Edmund Kean setenta anos mais tarde. Arthur Sullivan compôs música incidental para a peça em 1871.

### Shylock no palco
O ator judeu Jacob Adler e outros relataram que a tradição de interpretar Shylock de maneira mais favorável se iniciou na primeira metade do século XIX, com Edmund Kean, e que anteriormente o papel era interpretado "por um comediante, ou como um palhaço repulsivo ou como um monstro totalmente mal." O Shylock de Kean foi responsável por consolidar sua reputação como ator.
A partir do tempo de Kean todos os atores que interpretaram o papel (com exceção de Edwin Booth, que interpretou o personagem como um mero vilão) escolheram um ponto de vista simpático para o personagem; até mesmo o pai de Booth, Junius Brutus Booth, interpretou-o desta maneira. A interpretação feita por Henry Irving de um Shylock aristocrático e orgulhoso (vista pela primeira vez no Lyceum, em 1879, com uma Pórcia interpretada por Ellen Terry) foi chamada de "o auge de sua carreira". Jacob Adler foi o mais célebre dos Shylocks do início do século XX; Adler interpretou o papel na tradução para o iídiche, primeiro no Lower East Side de Manhattan, e posteriormente na Broadway, onde, com grande sucesso, ele interpretou suas falas no idioma mesmo durante uma encenação em inglês.
Kean e Irving apresentaram um Shylock que exige com justiça sua vingança; o Shylock de Adler evoluíram ao longo dos anos em que ele interpretou o papel, passando de um típico vilão shakespeariano, inicialmente, para um homem cuja boa natureza foi suplantada por um desejo de vingança, até finalmente um homem que não era movido pela vingança mas sim pelo orgulho. Numa entrevista de 1912 para a revista Theater, Adler ressaltou que Shylock é um homem rico, "rico o bastante para relevar os juros sobre os trezentos ducados", e que Antônio está "longe de ser o gentil cavalheiro que ele é pintado. Ele insultou o judeu e cuspiu nele, e no entanto pede a ele, com uma polidez hipócrita, pelo dinheiro emprestado". A falha fatal de Shylock é depender da lei, porém "o que ele queria não era sair daquele tribunal com a cabeça erguida, a própria apoteose do ódio e desprezo desafiadores?"
Algumas produções modernas tomam ainda mais cuidado para mostrar como a sede de vingança de Shylock tem suas justificativas. Na adaptação para o cinema de 2004 dirigida por Michael Radford, com Al Pacino no papel de Shylock, por exemplo, o filme começa com um texto e montagem sobre como a comunidade judaica de Veneza era abusada de maneira cruel pela população cristã da cidade. Uma das últimas cenas do filme também chama a atenção para o fato de que, como um converso, Shylock seria expulso da comunidade judaica e do gueto onde estes viviam, e tampouco seria aceito pelos cristãos.

## Temas

### Shylock e o debate sobre o antissemitismo

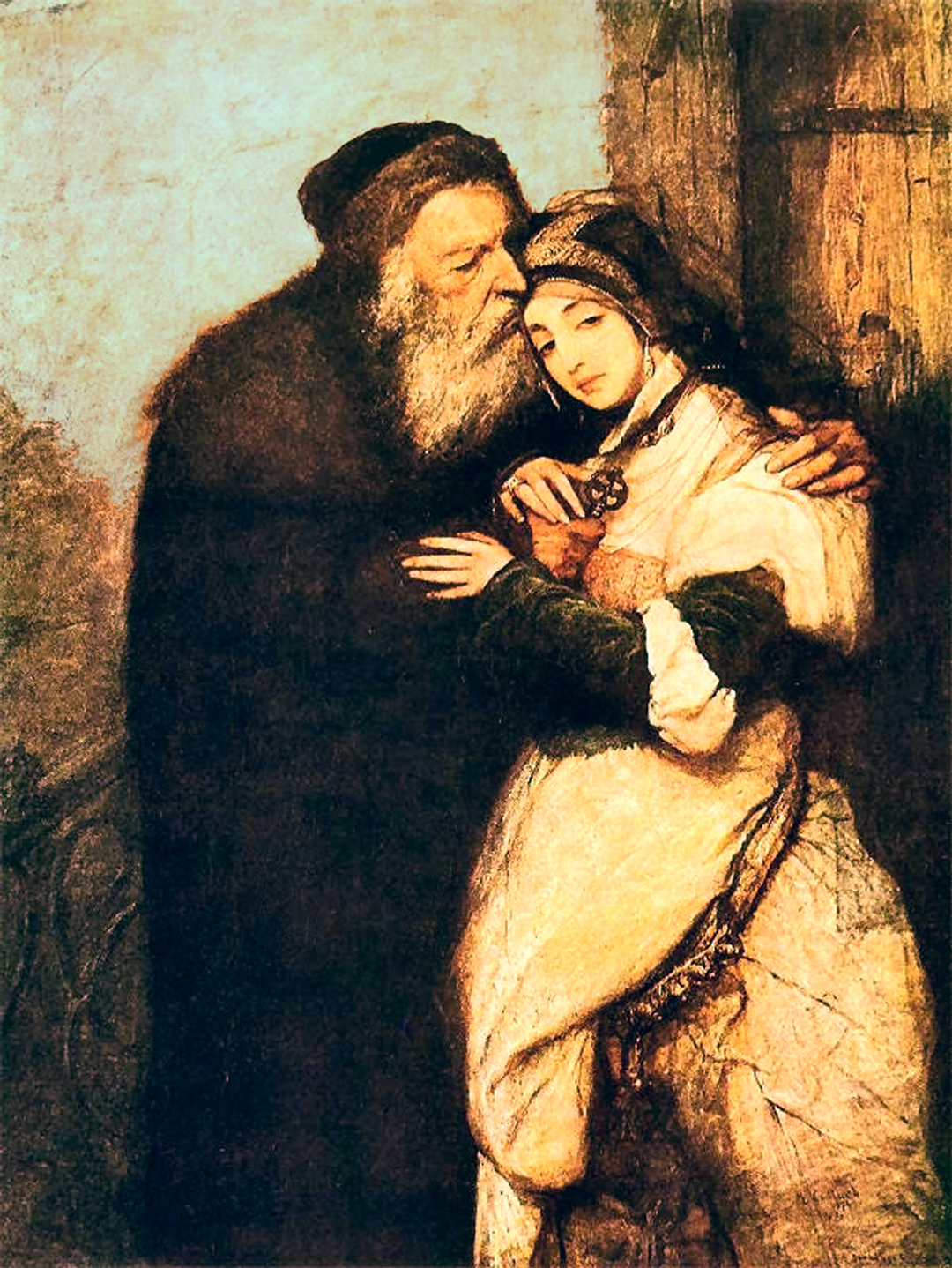
Shylock e Jessica, de Maurycy Gottlieb.

A peça frequentemente é encenada hoje em dia, porém ela pode incomodar algumas platéias modernas devido aos seus temas centrais, que podem frequentemente soar antissemitas. Muitos críticos continuam a debater esta questão na peça.

#### A leitura antissemita
A sociedade inglesa do período Elizabetano pode ser descrita como antissemita. Os judeus ingleses haviam sido expulsos durante a Idade Média e não puderam retornar até o governo de Oliver Cromwell. Frequentemente eram retratados nos palcos da época como uma caricatura horrenda, com narizes em forma de gancho e perucas vermelhas chamativas, quase sempre descritos como ávaros usurários; um exemplo é a peça The Jew of Malta (O Judeu de Malta), de Christopher Marlowe, que conta com um vilão cômico perverso, o judeu Barrabás (Barabas). Invariavelmente os judeus eram descritos como maus, ardilosos e gananciosos.
Durante o século XVII, em Veneza e diversos outros lugares, os judeus foram obrigados a usar um chapéu vermelho em público, para que fossem facilmente identificados; não cumprir esta regra poderia até mesmo levar à pena de morte. Os judeus também tinham que viver num gueto, constantemente vigiado por guardas cristãos, supostamente "para sua própria segurança". Estes guardas deviam ser pagos pelos próprios judeus.
No versão para o cinema de 2004, Antônio é mostrado cuspindo em Shylock no início do filme, tal como é sugerido na peça pelo verso "you spit on my Jewish gaberdine" ("você cospe no meu garnacho judeu"), caracterizando o ódio de Shylock por Antônio como decorrente deste tratamento antissemita que ele sofre do outro.
Os leitores podem ver a própria peça de Shakespeare como uma continuação desta tradição antissemita; o frontispício do Quarto Folio indica que a peça por vezes era conhecida como O Judeu de Veneza, sugerindo alguma semelhança com O Judeu de Malta, de Marlowe. Uma interpretação da sua estrutura afirma que Shakespeare queria contrastar a misericórdia dos principais personagens cristãos com o espírito vingativo de um judeu, que não tem a graça religiosa necessária para compreender a misericórdia. Da mesma maneira, é possível que Shakespeare tenha considerado a conversão forçada de Shylock para o cristianismo como um "final feliz" para o personagem, já que, para uma platéia cristã, o ato teria salvo sua alma e permitido que ele fosse aceito no céu no dia de sua morte.
O historiador britânico Hyam Maccoby argumenta que a peça se baseia nas moralidades medievais em que a Virgem Maria (representada aqui por Pórcia) argumenta em defesa do perdão às almas humanas contra as acusações implacáveis do Diabo (Shylock). Nesta leitura da peça, o Mercador seria mais antissemita do que O Judeu de Malta, onde não existem personagens cristãos bons, e o vilão judeu parece ser visto pelo autor com uma certa simpatia dissimulada.[carece de fontes?]

#### A leitura favorável

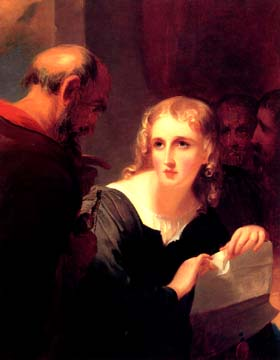
Shylock e Pórcia (1835), de Thomas Sully.

Muitos leitores e espectadores modernos vêem a peça como um apelo por tolerância; para eles, Shylock seria um personagem afável, citando como evidência disto o fato de seu 'julgamento', no fim da peça, ser uma farsa jurídica, com Pórcia atuando como juiz quando não tinha direito de fazê-lo. Os personagens que mais acusam Shylock de desonestidade recorrem a táticas condenáveis para vencê-lo. Esse trecho reforça o aspecto ambíguo da peça:
"Os judeus não têm olhos? Os judeus não têm mãos, órgãos,

dimensões, sentidos, inclinações, paixões? Não ingerem

os mesmos alimentos, não se ferem com as armas,

não estão sujeitos às mesmas doenças,não se curam com os mesmos remédios,

não se aquecem e refrescam com o mesmo verão e o mesmo inverno que aquecem

e refrescam os cristãos? Se nos espetardes, não sangramos?

Se nos fizerdes cócegas, não rimos? Se nos derdes veneno,

não morremos? E se nos ofenderdes, não devemos vingar-nos?

Se em tudo o mais somos iguais a vós, teremos de ser iguais também a esse respeito.

Se um judeu ofende a um cristão, qual é a humildade deste?

Vingança. Se um cristão ofender a um judeu, qual deve ser

a paciência deste, de acordo com o exemplo do cristão? Ora, vingança.

Hei de por em prática a maldade que me ensinastes,

sendo de censurar se eu não fizer melhor do que a encomenda."

(Ato III, cena I) 

#### Influência sobre o antissemitismo
A despeito de quais fossem as próprias intenções de Shakespeare ao escrever a peça, ela foi utilizada por antissemitas ao longo da história. O próprio subtítulo da edição de 1619, "With the Extreme Cruelty of Shylock the Jew…" ("Com a Extrema Crueldade de Shylock, o Judeu") parece descrever de maneira apropriada como Shylock era visto pelas platéias inglesas. Os nazistas usavam o usurário Shylock em sua propaganda; pouco tempo depois da Kristallnacht, em 1938, O Mercador de Veneza foi transmitido via rádio para todo o país, e produções da peça foram encenadas em Lübeck (1938), Berlim (1940) e outros pontos do território nazista.
A maneira como os judeus foram descritos na literatura inglesa ao longo dos séculos carrega de maneira forte a marca de Shylock. Com algumas poucas variações, a maior parte das obras literárias do país até o século XX mostram o judeu típico como "um forasteiro rico, lascivo e avarento, tolerado apenas por suas reservas de ouro".

### Sexualidade na peça
A inexplicável depressão de Antônio — "Não sei, realmente, por que estou triste" — e sua completa devoção a Bassânio levaram alguns críticos a desenvolver a teoria de que ele sofreria de amor não-correspondido por seu amigo, e estaria deprimido por Bassânio ter chegado na idade em que deve casar-se com uma mulher. Em suas peças e em sua poesia Shakespeare frequentemente descreveu laços entre homens com diferentes graus de homossocialidade, o que fez com que alguns críticos especulassem sobre uma possível correspondência por parte de Bassânio às afeições de Antônio, apesar de sua obrigação de se casar:
"ANTÔNIO: Recomendai-me a vossa nobre esposa

e relatai-lhe como Antônio morreu;

dizei-lhe quanto amor vos dedicava e enaltecei-me depois de morto.

E após terdes contado tudo o que se passou, ela que julgue

se Bassânio não foi, realmente, amado.

(..)

BASSÂNIO: Mas essa vida, a esposa, o mundo inteiro

são por mim avaliados ainda em menos do que tua existência.

Conformara-me em perder todos, em sacrificá-los

a este demônio, só para salvar-vos." (IV,i)
Em seu ensaio "Brothers and Others", publicado em The Dyer's Hand, W. H. Auden descreve Antônio como "um homem cuja vida emocional, embora sua conduta seja casta, está concentrada sobre um membro de seu próprio sexo." Os sentimentos de Antônio por Bassânio são comparados a um par de versos dos sonetos de Shakespeare: "But since she pricked thee out for women's pleasure,/ Mine be thy love, and my love's use their treasure." ("Mas, ao te escolher para o prazer mais puro, / Teu é o meu amor e, teu uso dele, o seu tesouro." Soneto 20) Antônio, segundo Auden, incorpora as palavras do cofre de chumbo: "Quem me escolher, arrisca e dá o que tem." Antônio tomou esse caminho potencialmente fatal porque está desesperado, não apenas pela perda de Bassânio para o casamento, mas também porque Bassânio não pode corresponder o que Antônio sente por ele. A devoção frustrada de Antônio é uma forma de idolatria; o direito à vida é abdicado pelo bem do ser amado. Existiria, no entanto, outro idólatra na peça: o próprio Shylock. "Shylock, ainda que não-intencionalmente, apostou, de fato, tudo apenas para destruir o inimigo que ele odiava; e Antônio, por mais despreocupadamente que tenha assinado o contrato, apostou tudo para assegurar a felicidade do homem que amava." Tanto Antônio quanto Shylock, ao concordar em colocar a vida de Antônio como penhor, colocam-se para fora das fronteiras normais da sociedade. Havia, segundo Auden, uma tradicional "associação da sodomia com a usura", que datava pelo menos a Dante, com a qual Shakespeare estaria familiarizado (Auden vê o tema da usura na peça como um comentário sobre as relações humanas numa sociedade mercantil).
Outros intérpretes da peça vêem o conceito que Auden faz de um suposto desejo sexual de Antônio por Bassânio como questionável. Michael Radford, diretor da versão de 2004 com Al Pacino, explicou que, embora o filme contenha uma cena onde Antônio e Bassânio se beijem, a amizade entre os dois é platônica, condizendo com a visão predominante da amizade masculina na época em que se passa a peça. Jeremy Irons, o intérprete de Antônio, numa entrevista, concordou com o ponto de vista do diretor, afirmando que "não interpretou um Antônio gay". Joseph Fiennes, no entanto, que interpretou Bassânio, encorajou uma interpretação homoerótica e até mesmo surpreendeu Irons com o beijo durante a cena, filmado em apenas uma tomada. Fiennes defendeu sua escolha, afirmando: "eu jamais inventaria algo antes de fazer meu trabalho de investigação sobre o texto. Se você olhar a escolha de linguagem ... você consegue ler um linguajar muito sensual. Isto é a chave para mim nesta relação. O melhor de Shakespeare e o porquê dele ser tão difícil de ser definido é a sua ambiguidade. Ele não está dizendo 'eles são gays' ou 'eles são héteros', eles está deixando isso a cargo dos atores. Achei que deveria existir um grande amor entre os dois personagens ... existe uma grande atração. Não acho que eles tiveram relações sexuais, mas isto é o público que deve decidir."

## Adaptações

### Cinema
A peça inspirou diversos filmes:
- 1914 — filme mudo dirigido por Lois Weber
  - Weber, que interpreta Pórcia, tornou-com este filme se a primeira mulher a dirigir um longa-metragem nos Estados Unidos
  -  O Mercador de Veneza. no IMDb.
- 1973 — filme para a televisão dirigido por John Sichel
  - O elenco incluía Laurence Olivier como Shylock, Anthony Nicholls como Antônio, Jeremy Brett como Bassânio, Joan Plowright como Pórcia, e Louise Purnell como Jessica.
  -  O Mercador de Veneza. no IMDb.
- 1980 — filme para a televisão da BBC dirigido por Jack Gold
  - O elenco incluiu Warren Mitchell como Shylock e John Rhys-Davies como Salério
  -  O Mercador de Veneza. no IMDb.
- 1996 — filme para a televisão do Channel 4 dirigido por Alan Horrox
  - O elenco incluiu Paul McGann como Bassânio e Haydn Gwynne como Pórcia
  -  O Mercador de Veneza. no IMDb.
- 2001 — filme para a televisão da BBC dirigido por Trevor Nunn
  - Produção do Royal National Theatre com Henry Goodman como Shylock
  -  O Mercador de Veneza. no IMDb.
- 2002—The Maori Merchant of Venice ("O Mercador Maori de Veneza"), dirigido por Don Selwyn.
  - Em maori, com legendas em inglês; o elenco incluiu Waihoroi Shortland como Shylock, Scott Morrison como Antônio, Te Rangihau Gilbert como Bassânio, Ngarimu Daniels como Pórcia e Reikura Morgan como Jessica.
  -  The Maori Merchant of Venice. no IMDb.
- 2003 — Shakespeare's Merchant, dirigido por Paul Wagar e produzido por Lorenda Starfelt, Brad Mays e Paul Wagar.
  -  Shakespeare's Merchant. no IMDb.
- 2004—The Merchant of Venice, dirigido por Michael Radford.
  - O elenco contou com Al Pacino como Shylock, Jeremy Irons como Antônio, Joseph Fiennes como Bassânio, Lynn Collins como Pórcia, e Zuleikha Robinson como Jessica. A versão conquistou o prêmio BAFTA de melhor figurino.
  -  O Mercador de Veneza. no IMDb.

### Teatro e televisão
No Brasil, a sua cena principal (a cobrança de Shylock pela libra de carne de seu devedor, Antônio) foi parodiada na peça O Auto da Compadecida, de Ariano Suassuna, transformada posteriormente em minissérie pela TV Globo e, posteriormente, lançada como filme.